# 山田清市
山田 清市（やまだ せいいち、1924年4月23日 - 2000年12月1日）は、日本の国文学者。

## 経歴
福井県勝山生まれ。1954年早稲田大学大学院文学研究科博士課程中退。1956年亜細亜大学・日本経済短期大学専任講師、57年助教授、63年教授、75-81年日本経済短期大学長。82年「伊勢物語の成立と伝本の研究 伊勢物語校本と研究 伊勢物語成立論補説」で早大文学博士。83年亜細亜大図書館長。95年定年退任、名誉教授。

## 著書
- 『夫木和歌抄 作者分類 研究索引篇』風間書房 1970
- 『伊勢物語の成立と伝本の研究』桜楓社 1972
- 『伊勢物語校本と研究』桜楓社 1977
- 『伊勢物語成立論序説』桜楓社 1991
- 『王朝文学論叢』翰林書房 2002

### 校注
- 『伊勢物語 武田本』校 古典文庫 1966
- 『夫木和歌抄 作者分類 本文篇』小鹿野茂次共著 風間書房 1967
- 『叢刊日本文学における美と情念の流れ』全5巻 大久保典夫、笠原伸夫など共編 校注・解題:田中伸,山田清市,中本環 現代思潮社 1972-73
- 『蜻蛉日記 阿波国文庫本 影印』校異解説 桜楓社 1977
- 『伊勢物語 鉄心斎文庫本』編 古典文庫 1979
- 『蜻蛉日記 阿波国文庫本』編 新典社叢書 1987

## 論文
- 山田清市「伊勢物語流布本 (第二類) 祖本の發見 -流布本の性格とその源流に及ぶ-」『國文學研究』第17号、早稻田大學國文學會、1958年3月、27-32頁、ISSN 0389-8636、NAID 120005480232。
- 山田清市「伊勢物語流布本の源流とその性格」『國文學研究』第18号、早稻田大學國文學會、1958年10月、1-18頁、ISSN 0389-8636、NAID 120005480240。
- 山田清市「伊勢物語の作者試論」『亜細亜大学誌諸学紀要 人文・社会・自然』第10号、亜細亜大学、1963年11月、NAID 40000091179。
- 山田清市「式子内親王の歌数について」『亜細亜大学誌諸学紀要 人文・社会・自然』第12号、亜細亜大学、1964年9月、NAID 40000091208。
- 山田清市「通具本伊勢物語の本文について」『亜細亜大学教養部紀要』第3号、亜細亜大学教養部、1968年11月、37-58頁、ISSN 03886603、NAID 110004639145。
- 山田清市「蜻蛉日記伝本系譜への批判」『亜細亜大学教養部紀要』第4号、亜細亜大学教養部、1969年11月、1-23頁、ISSN 0388-6603、NAID 110004639182。
- 山田清市「伊勢物語「通具本」の成立再論」『亜細亜大学教養部紀要』第5号、亜細亜大学教養部、1970年11月、1-17頁、ISSN 03886603、NAID 110004641096。
- 山田清市「伊勢物語の作者論補遺」『二松学舎大学論集』第45号、二松学舎大学、1971年3月、157-177頁、ISSN 02867206、NAID 40002796960。
- 山田清市「伊勢物語の編纂意図について」『亜細亜大学教養部紀要』第7号、亜細亜大学教養部、1972年11月、13-26頁、ISSN 03886603、NAID 110004643817。
- 山田清市「新資料 伝為家筆本伊勢物語について」『亜細亜大学教養部紀要』第11号、亜細亜大学教養部、1975年6月、p17-37、ISSN 03886603、NAID 110006375398。
- 山田清市「伊勢物語伝本の研究--定家本の成立をめぐって」『亜細亜大学教養部紀要』第12号、亜細亜大学教養部、1975年11月、p59-81、ISSN 03886603、NAID 110004663151。
- 中田武司「山田清市著「伊勢物語校本と研究」」『国文学研究』第66号、早稲田大学国文学会、1978年10月、p97-100、ISSN 03898636、NAID 120005480900。
- 山田清市「古今集業平歌の詞書と勢語作者再説」『亜細亜大学教養部紀要』第21号、亜細亜大学教養部、1980年、p65-88、ISSN 03886603、NAID 110006367372。
- 山田清市「古今集業平歌詞書の変容」『亜細亜大学教養部紀要』第39号、亜細亜大学、1989年、p1-22、ISSN 03886603、NAID 110006349874。
- 山田清市「古今集詞書と伊勢物語の構成者」『二松学舎大学論集』第32号、二松学舎大学、1989年、p59-73、ISSN 02867206、NAID 40002797118。
- 山田清市「伊勢物語の原形と構成者」『国文学研究』第100号、早稲田大学国文学会、1990年3月、p192-203、ISSN 03898636、NAID 120005481285。
- 山田清市「源氏物語成立年時の一考察」『むらさき』第34号、武蔵野書院、1997年12月、41-45頁、ISSN 09107517、NAID 40003627211。